# مسجد جامع هفتادر
مسجد جامع هفتادر مربوط به دوره ایلخانی است و در شهرستان اردکان، بخش عقدا، دهستان هفتادر، روستای هفتادر، محله سفلی واقع شده و این اثر در تاریخ ۱۸ اسفند ۱۳۸۷ با شمارهٔ ثبت ۲۵۳۵۷ به‌عنوان یکی از آثار ملی ایران به ثبت رسیده است.